# اشبال
اشبال (به لاتین: Eshbal) یک منطقهٔ مسکونی در اسرائیل است که در Misgav Regional Council واقع شده‌است.